# 이야기 속으로
《다큐멘터리 이야기 속으로》는 대한민국의 MBC TV에서 방송되었던 텔레비전 다큐멘터리 프로그램이다.

## 역사
1996년 7월 1일 월요일 저녁 7시 30분에 첫 방송을 시작한 이 프로그램은, 같은 해 10월 25일부터 금요일 밤 11시 10분으로 방송 시간이 변경되었다. 시청자가 잊지 못할 사연과 실생활 속 다양한 사례, 공포 체험 등을 중심으로, 건조한 다큐멘터리 형식을 기반으로 한 재연 코너와 인터뷰 등 다양한 기법을 활용해 방송되었다.
그러나 《토요미스테리 극장》과 마찬가지로, 내용의 비현실성과 유해성에 대한 논란이 제기되었으며, 방송 후기에는 외환 위기로 인한 국민적 경제 어려움 속에서 이러한 프로그램이 편성되기에는 적절하지 않다는 지적이 함께 제기되었다.
이러한 복합적인 요인에 따라, 당시 지상파 방송사의 재연 프로그램들이 대부분 종영되는 흐름 속에서 문화방송 공영성을 강화하겠다는 정책 기조에 따라 해당 프로그램은 1999년 1월 22일 방송을 끝으로 종영되었다.

## 에피소드 목록

### 1996년
- 이야기 속으로의 에피소드 목록 (1996년)

### 1997년
- 이야기 속으로의 에피소드 목록 (1997년)

### 1998년
- 이야기 속으로의 에피소드 목록 (1998년)

### 1999년
- 이야기 속으로의 에피소드 목록 (1999년)

## 내레이션
이완호, 유강진, 송두석, 김수희, 이선주, 성유진, 안지환, 김창옥, 최유라

## 출판
- 《다큐멘터리 이야기 속으로》(ISBN 8975229033)

## 동일 소재 프로그램
- 타임머신 (종영) (MBC TV)
- 토요미스테리 극장 (종영) (SBS TV)
- 미스테리 극장 위험한 초대 (종영) (iTV 경인방송)

## 안내
- 이야기속으로 내용 중에는 개인의 특별한 체험을 재구성한 것으로 과학적 설명이 어려운 것임을 밝혀드립니다.

| MBC TV 월요일 저녁 7시반 프로그램         | MBC TV 월요일 저녁 7시반 프로그램      | MBC TV 월요일 저녁 7시반 프로그램                        |
| 이전 작품                                 | 작품명                                 | 다음 작품                                                |
| ----------------------------------------- | -------------------------------------- | -------------------------------------------------------- |
| 세계 최고를 찾아라 (1996.4.9 ~ 1996.6.17) | 이야기 속으로 (1996.7.1 ~ 1996.10.14)  | 특종! 연예시티 (1996.10.21 ~ 1997.5.12)                  |
| MBC TV 금요일 밤 11시대 프로그램          |                                        |                                                          |
| MBC 베스트극장 (1995.4.21 ~ 1996.10.18)   | 이야기 속으로 (1996.10.25 ~ 1999.1.22) | 한국 100년, 우리는 이렇게 살았다 (1999.2.26 ~ 1999.4.30) |